# ウェストミンスター会議

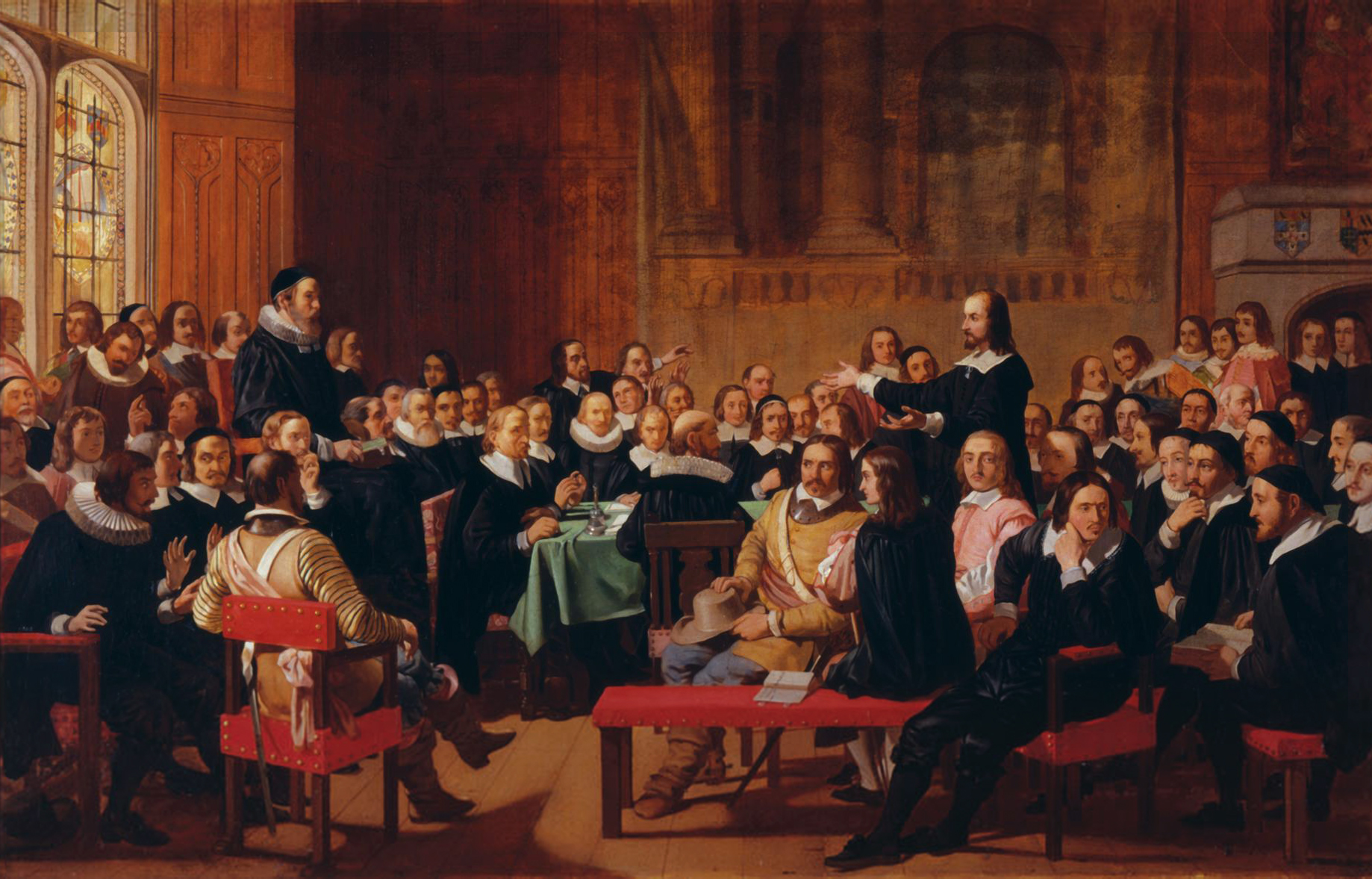
「1644年のウェストミンスター会議で議論するWilliam TwisseとPhilip Nye」(1847) 作ジョン・ロジャーズ・ハーバート

ウェストミンスター会議（ウェストミンスターかいぎ、英語:The Westminster Assembly of Divines）は、清教徒革命（イングランド内戦）期の1643年、イングランド・ウェストミンスターで長期議会によってイングランド国教会を再編するように命じられた神学者たちの会議である。

## 経過
議会のピューリタンは、1642年6月から1643年5月にかけて5回も会議の招集を要求したが、チャールズ1世は毎回サインを拒み、庶民院の条例として準備されて、やっと5回目に可決された。これは、貴族院によって1643年6月、チャールズ1世の同意なしで有効になった。会議は30人の信徒（10人の貴族と20人の一般人）と121人の神学者と牧師からなった。
教役者は、四つの派の代表から選ばれた。
1. 監督制主義者。
2. 長老制主義者。
3. 会衆制主義者。
4. エラストス主義者

最初の会議は1643年7月1日に開かれた。会議は1643年から1649年の間、1163回になり、決して議会によって正式に解散されなかった。議会は、神学者たちに一日当たり4シリング支給した。会議が最初与えられた仕事は国教会39箇条の改定であった。
会期は第一次イングランド内戦の真っただ中であり、アイルランドのカトリックがチャールズ1世の側について反乱に加わる危険があったので、議会はスコットランド国民盟約に助けを要請した。そして厳粛な同盟と契約が結ばれた。スコットランドは「スコットランドの信仰を守り、神のことばによって、イングランドとアイルランドの宗教改革をし、最もよく改革派教会を表すために」、カトリック的な監督制の根絶を要求した。そして、6人のスコットランドの委員がウェストミンスター会議に参加した。
10月12日に、ウェストミンスター会議は議会から「神の聖なる言葉にかない、教会と家庭を守り、スコットランド教会と他の改革派教会に一致した、戒規と教会政治」の勧告を求められた。会議はそれを受けて、39箇条の修正をやめ、新しい信仰基準の作成にとりかかった。そして4年の間にウェストミンスター信仰告白、ウェストミンスター大教理問答、ウェストミンスター小教理問答を生み出した。下院はこれに根拠聖句を要求した。
教会政治について4派は決して合意に達することがなかった。
ウェストミンスター会議の文書は、イングランドにおいて採決されたが、1660年の王政復古によって無効とされた。スコットランド教会ではすべての文書が受けいれられた。さらに、長老教会と改革派教会が、ヨーロッパとアメリカ合衆国において建てあげられた時に、その基礎的な基準となった。